# Nordens hus

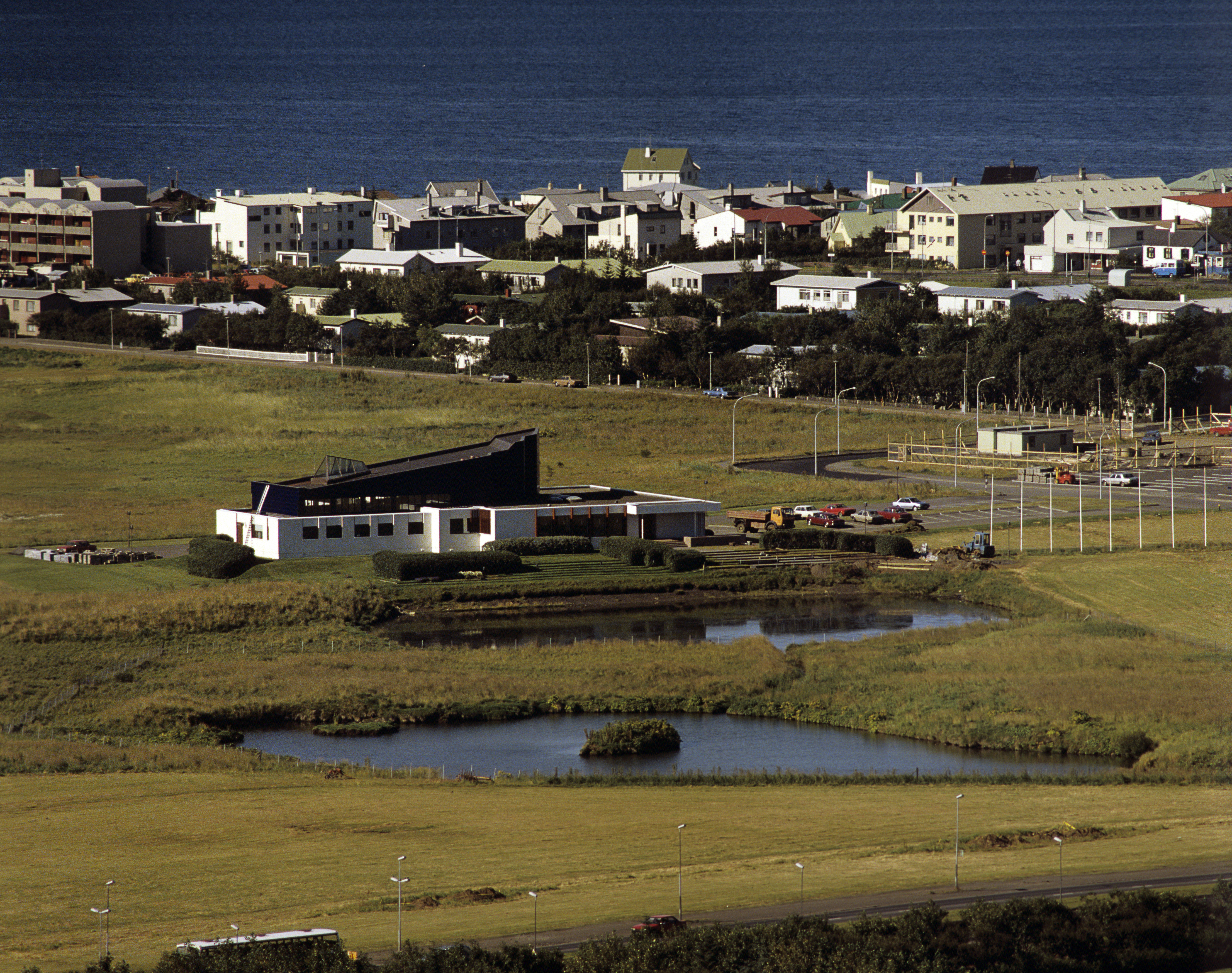
Nordens hus i Reykjavik.

Nordens hus (isländska Norræna húsið, finska Pohjolan talo) är en kulturstiftelse i Reykjavik under ledning av Nordiska ministerrådet. Dess övergripande målsättning är att främja det nordiska samarbetet, stärka banden mellan Island och de andra nordiska länderna, och stärka den nordiska samhörigheten. Institutionen är inte bara en förbindelselänk mellan Island och de övriga länderna, utan fungerar också som ett kunskaps- och kulturcenter och en kreativ mötesplats.
Huset ritades av den finske arkitekten och formgivaren Alvar Aalto och invigdes den 24 augusti 1968. Biblioteket invigdes 1969.
Nordens hus direktör är sedan 2019 Sabina Westerholm.

## Arkitektur
Nordens hus i Reykjavik var ett av Alvar Aaltos sista verk. Byggnaden placerades på en upphöjd plattform i mitten av ett träsk i Reykjavik. Därefter bildades en liten sjö norr om huset. Aalto ville betona platsens naturliga karaktär och relationen mellan människan och naturen, byggnaden och dess omgivning.
Huset är en låg, vit byggnad. I byggnaden finns bl.a. ett bibliotek, en konsertsal, flera konferenssalar och ett café som erbjuder en utsikt mot Reykjaviks centrum och berget Esjan i norr. 
Alvar Aalto designade också husets möbler. Alla anordningar, lampor och nästan alla möbler är formgivarens egen design.

## Bibliotek
Biblioteket öppnades 1969, ett år efter husets invigning. Biblioteket innehåller bara böcker på nordiska språk som är skrivna av nordiska. Det finns inga böcker på isländska i biblioteket men man hittar isländsk litteratur som har översatts till andra nordiska språk. 
Biblioteket är en samling av nordisk samtidslitteratur och av klassiska nordiska författares verk. Samlingen består inte bara av skönlitteratur och faktaböcker, utan också av barn- och ungdomslitteratur, tidningar, ljudböcker, musik på CD, filmer på DVD och VHS samt notböcker.

## Artotek
Nordens hus i Reykjavik har också sitt eget artotek. Lånetiden på grafikbilder är 3 månader. Biblioteket har lånat ut grafik av nordiska konstnärer sedan 1976.